# Seznam památných stromů v okrese Trutnov
Toto je seznam památných stromů v okrese Trutnov, v němž jsou uvedeny památné stromy na území okresu Trutnov.
| Název                                 | Obrázek                                                | Umístění                                                            | Druh                           | Obvod [v cm] | Kód wikidata     | Galerie                                                        | Poznámka |
| ------------------------------------- | ------------------------------------------------------ | ------------------------------------------------------------------- | ------------------------------ | --- | ---------------- | -------------------------------------------------------------- | --- |
| Lípa na Babí                          |                                                        | Babí 50°37′0,09″ s. š., 15°53′52,48″ v. d.                          | lípa velkolistá                | 530 | 101272 Q26786880 |                                                                | V obci, na levé straně komunikace směrem na Žacléř, cca 300 m před kostelem |
| Lípa u čp. 1 v Bernarticích           |                                                        | Bernartice 50°38′20,41″ s. š., 15°58′30,5″ v. d.                    | lípa srdčitá                   | 580 | 104963 Q26789575 |                                                                | U domu čp. 1 |
| Dub letní                             |                                                        | Bílé Poličany 50°23′46,8″ s. š., 15°43′57″ v. d.                    | dub letní                      | 640 | 101255 Q26786859 | Kategorie „Dub letní v Bílých Poličanech“ na Wikimedia Commons | Severně od obce na okraji lesa u lesního rybníčku |
| Lípa pod Bohuslavickým tunelem        |                                                        | Bohuslavice nad Úpou 50°32′58″ s. š., 15°58′23″ v. d.               | lípa malolistá                 | 360 | 106506           |                                                                | Na okraji extravilánu obce Bohuslavice, nedaleko domů č.p. 46 a 29 v ulici Vraní místní části Bohuslavice. |
| Lípa na Borkách                       |                                                        | Borek (Dvůr Králové nad Labem) 50°25′9,64″ s. š., 15°50′7,77″ v. d. | lípa srdčitá                   | 420 | 105935 Q26790549 |                                                                | Na veřejném prostranství v lokalitě Na Borkách mezi roztroušenou výstavbou |
| Dub zimní (Quercus Petraea)           | Dub v Borovnici                                        | Borovnice u Staré Paky 50°30′33,5″ s. š., 15°36′45,07″ v. d.        | dub zimní                      | 360 | 101259 Q26786864 | Kategorie „Dub v Borovnici“ na Wikimedia Commons               | V obci proti kostelu u autobusové zastávky |
| Smrk pod Hrnčířskými Boudami          |                                                        | Černý Důl 50°40′11,62″ s. š., 15°42′55,74″ v. d.                    | smrk ztepilý                   | 280 | 105678 Q26790226 |                                                                | Dolní strana luční enklávy pod Hrnčířskými Boudami |
| Vrba v Černém Dole                    |                                                        | Černý Důl 50°38′6,58″ s. š., 15°42′42,08″ v. d.                     | vrba křehká                    | & Chyba ve výrazu: Neočekávaný operátor / Chyba ve výrazu: Neočekávaný operátor / Chyba ve výrazu: Neočekávaný operátor / Chyba ve výrazu: Neočekávaný operátor / Chyba ve výrazu: Neočekávaný operátor / Chyba ve výrazu: Neočekávaný operátor / Chyba ve výrazu: Neočekávaný operátor / Chyba ve výrazu: Neočekávaný operátor / Chyba ve výrazu: Neočekávaný operátor / Chyba ve výrazu: Neočekávaný operátor / Chyba ve výrazu: Neočekávaný operátor / Chyba ve výrazu: Neočekávaný operátor / Chyba ve výrazu: Neočekávaný operátor / Chyba ve výrazu: Neočekávaný operátor / Chyba ve výrazu: Neočekávaný operátor / -1.0000-0 | 101235 Q26786836 | Kategorie „Vrba v Černém Dole“ na Wikimedia Commons            | V centru obce u potoka Čistá |
| Duby v Čisté v Krkonoších             |                                                        | Čistá v Krkonoších 50°37′2,49″ s. š., 15°42′12,64″ v. d.            | dub letní (2)                  | & Chyba ve výrazu: Neočekávaný operátor / Chyba ve výrazu: Neočekávaný operátor / Chyba ve výrazu: Neočekávaný operátor / Chyba ve výrazu: Neočekávaný operátor / Chyba ve výrazu: Neočekávaný operátor / Chyba ve výrazu: Neočekávaný operátor / Chyba ve výrazu: Neočekávaný operátor / Chyba ve výrazu: Neočekávaný operátor / Chyba ve výrazu: Neočekávaný operátor / Chyba ve výrazu: Neočekávaný operátor / Chyba ve výrazu: Neočekávaný operátor / Chyba ve výrazu: Neočekávaný operátor / Chyba ve výrazu: Neočekávaný operátor / Chyba ve výrazu: Neočekávaný operátor / Chyba ve výrazu: Neočekávaný operátor / -1.0000-0 | 101241 Q26779349 |                                                                | Na okraji obce za kravínem |
| Jilm horský                           | Jilm v Dolní Branné                                    | Dolní Branná 50°35′27,91″ s. š., 15°35′47,28″ v. d.                 | jilm horský                    | 240 | 105017 Q26789619 |                                                                | V obci |
| Lípa u „dřevěnky“ v Dolním Lánově     |                                                        | Dolní Lánov 50°36′0,33″ s. š., 15°39′37,19″ v. d.                   | lípa velkolistá                | 456 | 101240 Q26786844 |                                                                | Mezi silnicí a restaurací u dřevěnky |
| Lípa U fary                           |                                                        | Dolní Olešnice 50°31′25,82″ s. š., 15°42′37,79″ v. d.               | lípa velkolistá                | 300 | 101271 Q26786878 |                                                                | V areálu bývalé fary a kostela, vysazen r. 1787 současně s jejich stavbou |
| Dub letní                             |                                                        | Dvůr Králové nad Labem 50°25′42,58″ s. š., 15°48′45,84″ v. d.       | dub letní                      | 538 | 101254 Q26786857 |                                                                | V ulici Riegrova, v zahradě u vily podniku JUTA a. s. |
| Královédvorské lípy                   |                                                        | Dvůr Králové nad Labem 50°25′5,43″ s. š., 15°48′33,64″ v. d.        | lípa velkolistá (2)            | & Chyba ve výrazu: Neočekávaný operátor / Chyba ve výrazu: Neočekávaný operátor / Chyba ve výrazu: Neočekávaný operátor / Chyba ve výrazu: Neočekávaný operátor / Chyba ve výrazu: Neočekávaný operátor / Chyba ve výrazu: Neočekávaný operátor / Chyba ve výrazu: Neočekávaný operátor / Chyba ve výrazu: Neočekávaný operátor / Chyba ve výrazu: Neočekávaný operátor / Chyba ve výrazu: Neočekávaný operátor / Chyba ve výrazu: Neočekávaný operátor / Chyba ve výrazu: Neočekávaný operátor / Chyba ve výrazu: Neočekávaný operátor / Chyba ve výrazu: Neočekávaný operátor / Chyba ve výrazu: Neočekávaný operátor / -1.0000-0 | 105546 Q26779342 |                                                                | Ve Zlatníkově ulici na veřejném prostranství |
| Lípa u kaple sv. Odilona              |                                                        | Dvůr Králové nad Labem 50°24′17,47″ s. š., 15°51′1,41″ v. d.        | lípa malolistá                 | 268 | 106010 Q26790621 |                                                                | U hřbitova před vstupní branou |
| Lípy "U Malého kostelíčka" †          |                                                        | Dvůr Králové nad Labem                                              | lípa srdčitá (2)               | & Chyba ve výrazu: Neočekávaný operátor / Chyba ve výrazu: Neočekávaný operátor / Chyba ve výrazu: Neočekávaný operátor / Chyba ve výrazu: Neočekávaný operátor / Chyba ve výrazu: Neočekávaný operátor / Chyba ve výrazu: Neočekávaný operátor / Chyba ve výrazu: Neočekávaný operátor / Chyba ve výrazu: Neočekávaný operátor / Chyba ve výrazu: Neočekávaný operátor / Chyba ve výrazu: Neočekávaný operátor / Chyba ve výrazu: Neočekávaný operátor / Chyba ve výrazu: Neočekávaný operátor / Chyba ve výrazu: Neočekávaný operátor / Chyba ve výrazu: Neočekávaný operátor / Chyba ve výrazu: Neočekávaný operátor / -1.0000-0 | 101249           |                                                                | V Riegrově ulici před kostelem; obvod kmenů 367 cm, 176 cm |
| Lípa srdčitá č. 1                     |                                                        | Hajnice 50°28′32,92″ s. š., 15°54′43,95″ v. d.                      | lípa srdčitá                   | 260 | 101237 Q26786839 |                                                                | V obci, směrem k lesu za domem čp. 1 |
| Lípa srdčitá č. 2                     |                                                        | Hajnice 50°28′32,06″ s. š., 15°54′43,22″ v. d.                      | lípa srdčitá                   | 340 | 101236 Q26786838 |                                                                | V obci, před domem čp. 1 |
| Lípa v Havlovicích                    |                                                        | Havlovice 50°29′15,58″ s. š., 16°1′51,05″ v. d.                     | lípa srdčitá                   | 363 | 101257 Q26786860 |                                                                | V obci před základní školou |
| Třešeň v Horní Brusnici               |                                                        | Horní Brusnice 50°27′44,12″ s. š., 15°41′49,16″ v. d.               | třešeň ptačí                   | 240 | 105558 Q26790132 | Kategorie „Třešeň v Horní Brusnici“ na Wikimedia Commons       | Jižně nad obcí na severní stráni pod lesním komplexem zhruba v polovině mezi obcemi Horní Brusnice a Zvičina. Solitérní třešeň se silným kmenem a širokou hustou homolovitou korunou, velmi nízko zavětvenou a kompaktní. Strom je zdravý, bez defektů, jen velmi mírně proschlé některé menší větve, jinak vitální. |
| Lípa srdčitá †                        |                                                        | Horní Dehtov                                                        | lípa srdčitá                   | 482 | 101246           |                                                                | Ve svahu nad čp. 11, u oplocení zahrady |
| Borovice v Horní Kalné                |                                                        | Horní Kalná 50°34′30,68″ s. š., 15°37′19,91″ v. d.                  | borovice lesní                 | 195 | 104842 Q26789455 | Kategorie „Borovice v Horní Kalné“ na Wikimedia Commons        | U místní komunikace mezi obcemi Kunčice nad Labem a Horní Kalná |
| Jasan v Horní Kalné                   |                                                        | Horní Kalná                                                         | jasan ztepilý                  | 500 | 106263 Q73601870 |                                                                | ve středu obce u místní komunikace vedoucí k domu č.p. 39 v těsné blízkosti oplocení areálu mateřské školy |
| Lípa u Poštovní cesty v Horním Lánově |                                                        | Horní Lánov 50°38′41,64″ s. š., 15°39′18,71″ v. d.                  | lípa srdčitá                   | 628 | 101243 Q26786847 |                                                                | U bývalé poštovní cesty, dnes turistická stezka |
| Třešeň v Horním Lánově                |                                                        | Horní Lánov 50°39′1,53″ s. š., 15°38′21,87″ v. d.                   | třešeň ptačí                   | & Chyba ve výrazu: Neočekávaný operátor / Chyba ve výrazu: Neočekávaný operátor / Chyba ve výrazu: Neočekávaný operátor / Chyba ve výrazu: Neočekávaný operátor / Chyba ve výrazu: Neočekávaný operátor / Chyba ve výrazu: Neočekávaný operátor / Chyba ve výrazu: Neočekávaný operátor / Chyba ve výrazu: Neočekávaný operátor / Chyba ve výrazu: Neočekávaný operátor / Chyba ve výrazu: Neočekávaný operátor / Chyba ve výrazu: Neočekávaný operátor / Chyba ve výrazu: Neočekávaný operátor / Chyba ve výrazu: Neočekávaný operátor / Chyba ve výrazu: Neočekávaný operátor / Chyba ve výrazu: Neočekávaný operátor / -1.0000-0 | 101234 Q26786835 |                                                                | Na úbočí kopce Vápenice mezi cestou a ohradou mezi pastvinami |
| Lípa u fary v Horním Maršově          |                                                        | Horní Maršov                                                        | lípa srdčitá                   | 650 | 106305 Q73602053 |                                                                | Strom roste u fary u kostela Nanebevzetí Panny Marie v obci Horní Maršov; stáří cca 450 let. |
| Buky u Janovic                        |                                                        | Horní Vernéřovice 50°34′30,3″ s. š., 16°5′57,2″ v. d.               | buk lesní (2)                  | & Chyba ve výrazu: Neočekávaný operátor / Chyba ve výrazu: Neočekávaný operátor / Chyba ve výrazu: Neočekávaný operátor / Chyba ve výrazu: Neočekávaný operátor / Chyba ve výrazu: Neočekávaný operátor / Chyba ve výrazu: Neočekávaný operátor / Chyba ve výrazu: Neočekávaný operátor / Chyba ve výrazu: Neočekávaný operátor / Chyba ve výrazu: Neočekávaný operátor / Chyba ve výrazu: Neočekávaný operátor / Chyba ve výrazu: Neočekávaný operátor / Chyba ve výrazu: Neočekávaný operátor / Chyba ve výrazu: Neočekávaný operátor / Chyba ve výrazu: Neočekávaný operátor / Chyba ve výrazu: Neočekávaný operátor / -1.0000-0 | 101479 Q11364268 |                                                                | U lesní cesty pod hájenkou v Janovicích, blízko st. silnice v tzv. Janovických peřejích |
| Lípa srdčitá †                        |                                                        | Horní Žďár                                                          | lípa srdčitá                   | & Chyba ve výrazu: Neočekávaný operátor / Chyba ve výrazu: Neočekávaný operátor / Chyba ve výrazu: Neočekávaný operátor / Chyba ve výrazu: Neočekávaný operátor / Chyba ve výrazu: Neočekávaný operátor / Chyba ve výrazu: Neočekávaný operátor / Chyba ve výrazu: Neočekávaný operátor / Chyba ve výrazu: Neočekávaný operátor / Chyba ve výrazu: Neočekávaný operátor / Chyba ve výrazu: Neočekávaný operátor / Chyba ve výrazu: Neočekávaný operátor / Chyba ve výrazu: Neočekávaný operátor / Chyba ve výrazu: Neočekávaný operátor / Chyba ve výrazu: Neočekávaný operátor / Chyba ve výrazu: Neočekávaný operátor / -1.0000-0 | 101278           |                                                                | V obci u čp. 25 |
| Lípa srdčitá před kostelem            |                                                        | Horní Žďár 50°29′38,24″ s. š., 15°52′15,25″ v. d.                   | lípa srdčitá                   | 410 | 101277 Q26786886 |                                                                | V obci před kostelem |
| Lípa srdčitá u statku                 |                                                        | Horní Žďár 50°29′30,14″ s. š., 15°52′25,42″ v. d.                   | lípa srdčitá                   | 475 | 101279 Q26786888 | Kategorie „Lípa srdčitá u statku“ na Wikimedia Commons         | V obci mezi čp. 29 a 30 |
| Lípa u trafostanice                   |                                                        | Horní Žďár 50°29′27,52″ s. š., 15°52′20,67″ v. d.                   | lípa velkolistá                | 460 | 101274 Q26786882 |                                                                | V obci u trafostanice |
| Třešeň ptačí                          | Třešeň u Hrádečku                                      | Hrádeček 50°35′8,41″ s. š., 15°49′41,58″ v. d.                      | třešeň ptačí                   | 404 | 101260 Q26786867 |                                                                | V zatáčce silnice, severně od zříceniny hradu Břečštejn, v centru přírodního parku Hrádeček |
| Jasan ztepilý †                       |                                                        | Huntířov                                                            | jasan ztepilý                  | 446 | 104964           |                                                                | Na travnaté ploše za obcí |
| Lípa velkolistá                       |                                                        | Chotěvice 50°30′40,19″ s. š., 15°44′59,15″ v. d.                    | lípa velkolistá                | 520 | 105234 Q26789742 |                                                                | Na okraji obce, u soutoku Labe a Pilníkovského potoka, severozápadně od mostku přes potok |
| Lípa srdčitá                          |                                                        | Choustníkovo Hradiště 50°25′26,38″ s. š., 15°52′38,99″ v. d.        | lípa srdčitá                   | 430 | 101280 Q26786889 | Kategorie „Lípa v Choustníkově Hradišti“ na Wikimedia Commons  | V obci u kostela |
| Suchý dub                             |                                                        | Choustníkovo Hradiště 50°24′41,4″ s. š., 15°51′46,31″ v. d.         | dub letní                      | 620 | 105600 Q26790174 |                                                                | Mimo zastavěné území obce u zemědělských pozemků asi 10 m od vodoteče, cca 100 m od řeky Labe |
| Maixnerova lípa                       |                                                        | Jívka 50°32′17,43″ s. š., 16°6′32,29″ v. d.                         | lípa velkolistá                | 573 | 101474 Q12034931 |                                                                | V obci Jívka ve stráni nad bývalou školou před čp. 185 |
| Šimočkova lípa                        |                                                        | Jívka 50°34′39,81″ s. š., 16°5′28,13″ v. d.                         | lípa malolistá                 | 483 | 101478 Q10400697 |                                                                | V Janovicích na louce u čp. 389 |
| Dub letní                             | Dub v Kalné Vodě                                       | Kalná Voda 50°36′2,95″ s. š., 15°50′31,07″ v. d.                    | dub letní                      | 500 | 101238 Q26786841 |                                                                | Na okraji remízku mezi lyžařským vlekem a golfovým hřištěm |
| Buk u vojenského hřbitova             |                                                        | Kocbeře 50°27′51,43″ s. š., 15°51′23,95″ v. d.                      | buk lesní                      | 353 | 106007 Q26790618 | Kategorie „Buk u vojenského hřbitova“ na Wikimedia Commons     | V severní části obce nedaleko rybníčku a lesní cesty v lesním porostu, východně od stromu je válečný hřbitov z r. 1866 |
| Památná lípa                          |                                                        | Kocbeře 50°27′10,7″ s. š., 15°51′29,91″ v. d.                       | lípa srdčitá                   | 330 | 105601 Q26790175 |                                                                | 20 m od hlavní křižovatky Kocbeře-Dvůr Králové nad Labem cca 1,5 m od zdi a brány rozsáhlého stavení |
| Lípa srdčitá †                        |                                                        | Kohoutov                                                            | lípa srdčitá                   | 440 | 104445           |                                                                | V obci |
| Lípa srdčitá 3 ks                     |                                                        | Kuks 50°24′5,04″ s. š., 15°53′21,09″ v. d.                          | lípa srdčitá (3)               | & Chyba ve výrazu: Neočekávaný operátor / Chyba ve výrazu: Neočekávaný operátor / Chyba ve výrazu: Neočekávaný operátor / Chyba ve výrazu: Neočekávaný operátor / Chyba ve výrazu: Neočekávaný operátor / Chyba ve výrazu: Neočekávaný operátor / Chyba ve výrazu: Neočekávaný operátor / Chyba ve výrazu: Neočekávaný operátor / Chyba ve výrazu: Neočekávaný operátor / Chyba ve výrazu: Neočekávaný operátor / Chyba ve výrazu: Neočekávaný operátor / Chyba ve výrazu: Neočekávaný operátor / Chyba ve výrazu: Neočekávaný operátor / Chyba ve výrazu: Neočekávaný operátor / Chyba ve výrazu: Neočekávaný operátor / -1.0000-0 | 101256 Q26779340 |                                                                | V centru obce na travnatém pásu |
| Dub v Kunčicích nad Labem             |                                                        | Kunčice nad Labem 50°34′57,66″ s. š., 15°37′55,57″ v. d.            | dub letní                      | 381 | 105700 Q26790246 | Kategorie „Dub v Kunčicích nad Labem“ na Wikimedia Commons     | V mírném svahu nedaleko hlavní komunikace ze směru Hostinné-Kunčice-Vrchlabí |
| Lanžovské lípy                        |                                                        | Lanžov 50°23′10,12″ s. š., 15°45′45,3″ v. d.                        | lípa velkolistá lípa malolistá | & Chyba ve výrazu: Neočekávaný operátor / Chyba ve výrazu: Neočekávaný operátor / Chyba ve výrazu: Neočekávaný operátor / Chyba ve výrazu: Neočekávaný operátor / Chyba ve výrazu: Neočekávaný operátor / Chyba ve výrazu: Neočekávaný operátor / Chyba ve výrazu: Neočekávaný operátor / Chyba ve výrazu: Neočekávaný operátor / Chyba ve výrazu: Neočekávaný operátor / Chyba ve výrazu: Neočekávaný operátor / Chyba ve výrazu: Neočekávaný operátor / Chyba ve výrazu: Neočekávaný operátor / Chyba ve výrazu: Neočekávaný operátor / Chyba ve výrazu: Neočekávaný operátor / Chyba ve výrazu: Neočekávaný operátor / -1.0000-0 | 105945 Q26779338 | Kategorie „Lanžovské lípy“ na Wikimedia Commons                | V obci před vstupem na hřbitov |
| Mariánská lípa                        |                                                        | Malé Svatoňovice 50°32′4,53″ s. š., 16°2′50,54″ v. d.               | lípa malolistá                 | 348 | 105996 Q26790609 |                                                                | U sochy Panny Marie - Nebeské královny Na Klůčku u křižovatky místních komunikací |
| Buk u Maršova                         |                                                        | Maršov u Úpice 50°29′14,33″ s. š., 15°58′43,85″ v. d.               | buk lesní                      | 495 | 101264 Q26786871 | Kategorie „Buk u Maršova“ na Wikimedia Commons                 | Ve středu pole, severně od obce |
| Smrk ztepilý                          |                                                        | Mladé Buky 50°37′18,24″ s. š., 15°50′5,25″ v. d.                    | smrk ztepilý                   | 350 | 101239 Q26786842 |                                                                | Na okraji lesního pozemku a obecní cesty |
| Památný dub                           | Památný dub v Mostku                                   | Mostek 50°29′12,65″ s. š., 15°40′54,99″ v. d.                       | dub letní                      | 372 | 105554 Q26790129 |                                                                | V odlehlé části obce na louce ve výklenku lesního komplexu |
| Lípa srdčitá v Nových Lesích          |                                                        | Nové Lesy 50°26′24,74″ s. š., 15°45′56,53″ v. d.                    | lípa srdčitá                   | 450 | 101258 Q26786862 | Kategorie „Lípa srdčitá v Nových Lesích“ na Wikimedia Commons  | Solitérní strom s hustou sekundární pravidelnou korunou rostoucí na konci obce směrem na Bílou Třemešnou, za stodolou naproti domu čp. 18. Koruna byla v minulosti ořezána. V kmeni je velká otevřená dutina, která zasahuje až do kosterní větve tvořící terminál.                                                  |
| Dubová alej u Zámečku na Podhůří      |                                                        | Podhůří-Harta 50°35′42,84″ s. š., 15°37′38,49″ v. d.                | dub letní (83)                 | & Chyba ve výrazu: Neočekávaný operátor / Chyba ve výrazu: Neočekávaný operátor / Chyba ve výrazu: Neočekávaný operátor / Chyba ve výrazu: Neočekávaný operátor / Chyba ve výrazu: Neočekávaný operátor / Chyba ve výrazu: Neočekávaný operátor / Chyba ve výrazu: Neočekávaný operátor / Chyba ve výrazu: Neočekávaný operátor / Chyba ve výrazu: Neočekávaný operátor / Chyba ve výrazu: Neočekávaný operátor / Chyba ve výrazu: Neočekávaný operátor / Chyba ve výrazu: Neočekávaný operátor / Chyba ve výrazu: Neočekávaný operátor / Chyba ve výrazu: Neočekávaný operátor / Chyba ve výrazu: Neočekávaný operátor / -1.0000-0 | 105384 Q26790877 |                                                                | Podél cesty od Zámečku na Podhůří směrem k hájovně |
| Lípa v Poříčí †                       |                                                        | Poříčí u Trutnova 50°34′15,74″ s. š., 15°56′38,5″ v. d.             | lípa velkolistá                | & Chyba ve výrazu: Neočekávaný operátor / Chyba ve výrazu: Neočekávaný operátor / Chyba ve výrazu: Neočekávaný operátor / Chyba ve výrazu: Neočekávaný operátor / Chyba ve výrazu: Neočekávaný operátor / Chyba ve výrazu: Neočekávaný operátor / Chyba ve výrazu: Neočekávaný operátor / Chyba ve výrazu: Neočekávaný operátor / Chyba ve výrazu: Neočekávaný operátor / Chyba ve výrazu: Neočekávaný operátor / Chyba ve výrazu: Neočekávaný operátor / Chyba ve výrazu: Neočekávaný operátor / Chyba ve výrazu: Neočekávaný operátor / Chyba ve výrazu: Neočekávaný operátor / Chyba ve výrazu: Neočekávaný operátor / -1.0000-0 | 101273 Q26786881 |                                                                | Za řekou Úpou směrem na Skalku proti podniku Kara a. s. Ochrana památného stromu byla zrušena 16.03.2020. |
| Dub v Prosečném                       | Prosečné - památný dub                                 | Prosečné 50°33′1,02″ s. š., 15°41′54,53″ v. d.                      | dub letní                      | 410 | 105416 Q26789938 |                                                                | Na jižním konci obce v blízkosti zemědělské usedlosti čp. 1 |
| Jasan ve Volském Dole                 |                                                        | Přední Labská 50°41′22″ s. š., 15°35′19,48″ v. d.                   | jasan ztepilý                  | 481 | 101242 Q26786845 |                                                                | U stezky z Hořejšího Vrchlabí do Volského Dolu |
| Lípa ve Rtyni v Podkrkonoší           |                                                        | Rtyně v Podkrkonoší 50°30′42,63″ s. š., 16°3′39,27″ v. d.           | lípa srdčitá                   | 520 | 101266 Q26786874 |                                                                | V obci u čp. 22, poblíž Elektrokovu a. s. |
| Rtyňská lípa                          |                                                        | Rtyně v Podkrkonoší 50°30′39,94″ s. š., 16°3′22,48″ v. d.           | lípa srdčitá                   | 465 | 101267 Q26786875 |                                                                | V obci u čp. 19 po pravé straně silnice ve směru na Batňovice |
| Dub letní                             |                                                        | Stanovice u Kuksu 50°24′10,41″ s. š., 15°52′18,79″ v. d.            | dub letní (4)                  | & Chyba ve výrazu: Neočekávaný operátor / Chyba ve výrazu: Neočekávaný operátor / Chyba ve výrazu: Neočekávaný operátor / Chyba ve výrazu: Neočekávaný operátor / Chyba ve výrazu: Neočekávaný operátor / Chyba ve výrazu: Neočekávaný operátor / Chyba ve výrazu: Neočekávaný operátor / Chyba ve výrazu: Neočekávaný operátor / Chyba ve výrazu: Neočekávaný operátor / Chyba ve výrazu: Neočekávaný operátor / Chyba ve výrazu: Neočekávaný operátor / Chyba ve výrazu: Neočekávaný operátor / Chyba ve výrazu: Neočekávaný operátor / Chyba ve výrazu: Neočekávaný operátor / Chyba ve výrazu: Neočekávaný operátor / -1.0000-0 | 101250 Q26779334 |                                                                | V obci po levé straně silnice směrem na Choustníkovo Hradiště |
| Dub u Drahyně                         |                                                        | Stanovice u Kuksu 50°24′20,43″ s. š., 15°51′56,38″ v. d.            | dub letní                      | 610 | 105703 Q26790248 | Kategorie „Dub u Drahyně“ na Wikimedia Commons                 | Západně od obce v blízkosti toku Drahyně, jižním směrem od stromu protéká řeka Labe |
| Lípa u Stanovic †                     |                                                        | Stanovice u Kuksu                                                   | lípa srdčitá                   | 464 | 101253           |                                                                | Uprostřed pastviny pod silnicí ze Stanovic na Zaloňov, nad pravým břehem Labe |
| Památné duby                          |                                                        | Stanovice u Kuksu 50°24′11,15″ s. š., 15°52′16,99″ v. d.            | dub letní (2)                  | & Chyba ve výrazu: Neočekávaný operátor / Chyba ve výrazu: Neočekávaný operátor / Chyba ve výrazu: Neočekávaný operátor / Chyba ve výrazu: Neočekávaný operátor / Chyba ve výrazu: Neočekávaný operátor / Chyba ve výrazu: Neočekávaný operátor / Chyba ve výrazu: Neočekávaný operátor / Chyba ve výrazu: Neočekávaný operátor / Chyba ve výrazu: Neočekávaný operátor / Chyba ve výrazu: Neočekávaný operátor / Chyba ve výrazu: Neočekávaný operátor / Chyba ve výrazu: Neočekávaný operátor / Chyba ve výrazu: Neočekávaný operátor / Chyba ve výrazu: Neočekávaný operátor / Chyba ve výrazu: Neočekávaný operátor / -1.0000-0 | 105702 Q26779336 |                                                                | V centru obce poslední dva od západu ve stromořadí podél hlavní komunikace |
| Rubínovická lípa                      |                                                        | Starý Rokytník 50°31′21,43″ s. š., 15°57′51,98″ v. d.               | lípa velkolistá                | 515 | 101276 Q26786885 | Kategorie „Rubínovická lípa“ na Wikimedia Commons              | V osadě Rubínovice, u bývalého statku čp. 193 |
| Lípa velkolistá ve Stříteži           |                                                        | Střítež u Trutnova 50°30′52,7″ s. š., 15°54′25,42″ v. d.            | lípa velkolistá                | 470 | 101275 Q26786884 |                                                                | U křížku na horním konci obce |
| Lípa v Suchovršicích                  |                                                        | Suchovršice 50°31′53,64″ s. š., 16°0′4,46″ v. d.                    | buk lesní (1) lípa srdčitá (1) | & Chyba ve výrazu: Neočekávaný operátor / Chyba ve výrazu: Neočekávaný operátor / Chyba ve výrazu: Neočekávaný operátor / Chyba ve výrazu: Neočekávaný operátor / Chyba ve výrazu: Neočekávaný operátor / Chyba ve výrazu: Neočekávaný operátor / Chyba ve výrazu: Neočekávaný operátor / Chyba ve výrazu: Neočekávaný operátor / Chyba ve výrazu: Neočekávaný operátor / Chyba ve výrazu: Neočekávaný operátor / Chyba ve výrazu: Neočekávaný operátor / Chyba ve výrazu: Neočekávaný operátor / Chyba ve výrazu: Neočekávaný operátor / Chyba ve výrazu: Neočekávaný operátor / Chyba ve výrazu: Neočekávaný operátor / -1.0000-0 | 104864 Q26779347 |                                                                | Na okraji zástavby, v prudkém svahu nad korytem Úpy; obvod kmenů 387 cm, 391 cm |
| Špindlerovská jedle                   |                                                        | Špindlerův Mlýn 50°43′33,47″ s. š., 15°36′24,96″ v. d.              | jedle bělokorá                 | & Chyba ve výrazu: Neočekávaný operátor / Chyba ve výrazu: Neočekávaný operátor / Chyba ve výrazu: Neočekávaný operátor / Chyba ve výrazu: Neočekávaný operátor / Chyba ve výrazu: Neočekávaný operátor / Chyba ve výrazu: Neočekávaný operátor / Chyba ve výrazu: Neočekávaný operátor / Chyba ve výrazu: Neočekávaný operátor / Chyba ve výrazu: Neočekávaný operátor / Chyba ve výrazu: Neočekávaný operátor / Chyba ve výrazu: Neočekávaný operátor / Chyba ve výrazu: Neočekávaný operátor / Chyba ve výrazu: Neočekávaný operátor / Chyba ve výrazu: Neočekávaný operátor / Chyba ve výrazu: Neočekávaný operátor / -1.0000-0 | 101233 Q26786833 |                                                                | Na náměstí ve Špindlerově Mlýně |
| Lípa srdčitá                          |                                                        | Trotina 50°24′36″ s. š., 15°42′59,14″ v. d.                         | lípa srdčitá                   | 405 | 101252 Q26786856 | Kategorie „Lípa srdčitá v Trotině“ na Wikimedia Commons        | V obci vlevo u komunikace směrem od Zábřezí, v blízkosti potoka, před požární zbrojnicí |
| Lípa velkolistá 2 ks                  |                                                        | Trotina 50°24′36,81″ s. š., 15°43′0,17″ v. d.                       | lípa velkolistá (2)            | & Chyba ve výrazu: Neočekávaný operátor / Chyba ve výrazu: Neočekávaný operátor / Chyba ve výrazu: Neočekávaný operátor / Chyba ve výrazu: Neočekávaný operátor / Chyba ve výrazu: Neočekávaný operátor / Chyba ve výrazu: Neočekávaný operátor / Chyba ve výrazu: Neočekávaný operátor / Chyba ve výrazu: Neočekávaný operátor / Chyba ve výrazu: Neočekávaný operátor / Chyba ve výrazu: Neočekávaný operátor / Chyba ve výrazu: Neočekávaný operátor / Chyba ve výrazu: Neočekávaný operátor / Chyba ve výrazu: Neočekávaný operátor / Chyba ve výrazu: Neočekávaný operátor / Chyba ve výrazu: Neočekávaný operátor / -1.0000-0 | 101251 Q26779332 | Kategorie „Lípy u kříže v Trotině“ na Wikimedia Commons        | Vpravo u silnice ve směru od Zábřezí, u kříže z r. 1881 |
| Jedlovec kanadský                     |                                                        | Trutnov 50°33′40,02″ s. š., 15°54′30,47″ v. d.                      | jedlovec kanadský              | 250 | 101244 Q26786849 |                                                                | Za bytovým domem v bývalém parčíku, mezi ulicí Křižíkova a Lipová |
| Buk Na Veselce                        |                                                        | Úpice 50°30′48,26″ s. š., 16°0′34,05″ v. d.                         | buk lesní                      | 388 | 101262 Q26786869 |                                                                | U mateřské školy Na Veselce |
| Buk Na Veselce (park)                 |                                                        | Úpice 50°30′47,46″ s. š., 16°0′32,33″ v. d.                         | buk lesní                      | 394 | 101261 Q26786868 |                                                                | V parku u LŠU |
| Buky v Úpici                          |                                                        | Úpice 50°30′29,08″ s. š., 16°1′20,04″ v. d.                         | buk lesní (2)                  | & Chyba ve výrazu: Neočekávaný operátor / Chyba ve výrazu: Neočekávaný operátor / Chyba ve výrazu: Neočekávaný operátor / Chyba ve výrazu: Neočekávaný operátor / Chyba ve výrazu: Neočekávaný operátor / Chyba ve výrazu: Neočekávaný operátor / Chyba ve výrazu: Neočekávaný operátor / Chyba ve výrazu: Neočekávaný operátor / Chyba ve výrazu: Neočekávaný operátor / Chyba ve výrazu: Neočekávaný operátor / Chyba ve výrazu: Neočekávaný operátor / Chyba ve výrazu: Neočekávaný operátor / Chyba ve výrazu: Neočekávaný operátor / Chyba ve výrazu: Neočekávaný operátor / Chyba ve výrazu: Neočekávaný operátor / -1.0000-0 | 101263 Q26779345 |                                                                | Poblíž vjezdu do areálu SOU Malé Svatoňovice |
| Jasan v Úpici                         | Jasan v Úpici                                          | Úpice 50°30′43,25″ s. š., 16°0′58,07″ v. d.                         | jasan ztepilý                  | 465 | 101265 Q26786872 |                                                                | V parku před divadlem |
| Lípa ve Velkých Svatoňovicích         |                                                        | Velké Svatoňovice 50°31′37,59″ s. š., 16°2′3,15″ v. d.              | lípa srdčitá                   | 430 | 101269 Q26786877 |                                                                | V obci u čp. 238 naproti samoobsluze |
| Lípa U kříže †                        |                                                        | Vilantice                                                           | lípa velkolistá                | 360 | 104444           |                                                                | U křížku na křižovatce silnic Vilantice-Chotěborky-Jeřičky |
| Dub letní ve Vrchlabí                 | Dub letní ve Vrchlabí                                  | Vrchlabí 50°37′22,97″ s. š., 15°36′35,65″ v. d.                     | dub letní                      | 300 | 105782 Q26790365 |                                                                | V centru města v oplocené zahradě u čp. 574 |
| Dub pod Jankovým kopcem               | Památný dub letní pod Jankovým kopcem v listopadu 2022 | Vrchlabí 50°38′2,15″ s. š., 15°37′17,14″ v. d.                      | dub letní                      | 255 | 105679 Q26790227 | Kategorie „Dub pod Jankovým kopcem“ na Wikimedia Commons       | Nad městským parkem u polní cesty vedoucí z Vrchlabí přes Vápenici do Strážného |
| Vrchlabský javor mléč                 | Vrchlabský javor mléč                                  | Vrchlabí 50°37′18,11″ s. š., 15°36′58,44″ v. d.                     | javor mléč                     | 326 | 104869 Q26789517 |                                                                | V centru města, na levém břehu Labe, jako součást okrasné zahrady u kulturní památky "Zámeček" |
| Lípa srdčitá                          |                                                        | Zábřezí 50°24′43,12″ s. š., 15°44′6,08″ v. d.                       | lípa srdčitá                   | 460 | 101248 Q26786855 | Kategorie „Lípa srdčitá v Zábřezí“ na Wikimedia Commons        | V obci u křižovatky silnic proti domu čp. 17, u pomníku z r. 1705 |
| Lípa srdčitá                          |                                                        | Zábřezí 50°24′57,56″ s. š., 15°44′13,7″ v. d.                       | lípa srdčitá                   | 485 | 101247 Q26786853 | Kategorie „Lípa v Zábřezí-Řečice“ na Wikimedia Commons         | V obci u křižovatky naproti čp. 6 |
| Jírovec u Kostela                     |                                                        | Žacléř 50°39′4,99″ s. š., 15°54′30,15″ v. d.                        | jírovec maďal                  | 335 | 105363 Q26789812 | Kategorie „Jírovec u Kostela“ na Wikimedia Commons             | V obci u kostela |
| Lípa u fary                           |                                                        | Žacléř 50°39′5,62″ s. š., 15°54′28,82″ v. d.                        | lípa velkolistá                | 360 | 105362 Q26789811 | Kategorie „Lípa u fary (Žacléř)“ na Wikimedia Commons          | U budovy bývalé fary |
| Lípa u kostela †                      |                                                        | Žacléř 50°39′4,59″ s. š., 15°54′31,1″ v. d.                         | lípa velkolistá                | & Chyba ve výrazu: Neočekávaný operátor / Chyba ve výrazu: Neočekávaný operátor / Chyba ve výrazu: Neočekávaný operátor / Chyba ve výrazu: Neočekávaný operátor / Chyba ve výrazu: Neočekávaný operátor / Chyba ve výrazu: Neočekávaný operátor / Chyba ve výrazu: Neočekávaný operátor / Chyba ve výrazu: Neočekávaný operátor / Chyba ve výrazu: Neočekávaný operátor / Chyba ve výrazu: Neočekávaný operátor / Chyba ve výrazu: Neočekávaný operátor / Chyba ve výrazu: Neočekávaný operátor / Chyba ve výrazu: Neočekávaný operátor / Chyba ve výrazu: Neočekávaný operátor / Chyba ve výrazu: Neočekávaný operátor / -1.0000-0 | 101270 Q74843302 |                                                                | V obci u kostela; skácen – zrušovací rozhodnutí nedoručeno |
| Magnolia v Žacléři                    |                                                        | Žacléř 50°39′52,38″ s. š., 15°54′35,51″ v. d.                       | šácholan přišpičatělý          | 276 | 101245 Q26786851 | Kategorie „Magnolia v Žacléři“ na Wikimedia Commons            | V zahradě u Základní umělecké školy čp. 308 |